# Рт Сент Чарлс
Рт Сент Чарлс (енгл. Cape St. Charles) је најисточнија тачка континенталног дела Канаде и Северне Америке. Налази се на 52°13‘ сгш и 55°37‘ згд. Смештен је на полуострву Лабрадор у провинцији Њуфаундленд, на улазу у град Бетл Харбор, на обали Атлантског океана.